# Satoru Suzuki
Satoru Suzuki (鈴木 悟, Satoru Suzuki) est un footballeur japonais né le 19 juillet 1975.